# كيم يونغ جي (ممثلة)
كيم يونج جي (هانغل: 김용지)؛ هي ممثلة من كوريا الجنوبية، بدات مسيرتها الفنية سنة 2015. يعد أول ظهور لها كان في مسلسل السيد المشرق.

## فيلموغرافيا

### مسلسلات تلفزيونية
| عام  | عنوان                    | الدور        | ملاحظة   | قناة البث |
| ---- | ------------------------ | ------------ | -------- | --------- |
| 2018 | السيد المشرق             | هوتارو       | دور قصير | تي في إن  |
| 2019 | المراقب                  | لي هيو جونغ  | دور قصير | أو سي إن  |
| 2019 | أكاذيب ضمنية             | تشوي سو هيون | دور قصير | أو سي إن  |
| 2020 | الملك: ملك أبدي          | ميونج نا را  |          | إس بي إس  |
| 2020 | حكاية الذيول التسعة      | كي يو ري     |          | تي في إن  |
| 2023 | حكاية الذيول التسعة 1938 | سونوو-اون هو |          | تي في إن  |

### سلسلة ويب
- شخص ما - بدور موك اون، نتفليكس 2022.[8]

## برامج تلفزيونية
- رانينغ مان على قناة SBS الحلقة 515.

## روابط خارجية
كيم يونغ جي على موقع IMDb (الإنجليزية)
- كيم يونغ جي على موقع قاعدة بيانات الفيلم (الإنجليزية)